# Craig Alcock
Craig Alcock (Truro, 8 dicembre 1987) è un ex calciatore inglese, di ruolo difensore.

## Carriera
Nella stagione 2011-2012 ha giocato 41 partite con il Peterborough United in Championship.

## Palmarès

### Club

#### Competizioni nazionali
- Football League Trophy: 1

Peterborough United: 2013-2014